# Киятское сельское поселение
Киятское се́льское поселе́ние — муниципальное образование в Буинском районе Татарстана Российской Федерации.
Административный центр — село Кият.

## История
Статус и границы сельского поселения установлены Законом Республики Татарстан от 31 января 2005 года № 17-ЗРТ «Об установлении границ территорий и статусе муниципального образования "Буинский муниципальный район" и муниципальных образований в его составе».

## Население
| 2010 | 2011  | 2012  | 2013  | 2014 | 2015 | 2016 |
| ---- | ----- | ----- | ----- | ---- | ---- | ---- |
| 1072 | ↘1067 | ↘1046 | ↘1019 | ↘998 | ↘967 | ↘937 |
| 2017 | 2018  |       |       |      |      |      |
| ↘901 | ↘890  |       |       |      |      |      |

## Состав сельского поселения
| № | Населённый пункт | Тип населённого пункта       | Население |
| - | ---------------- | ---------------------------- | --------- |
| 1 | Ак-Куль          | деревня                      |           |
| 2 | Кият             | село, административный центр |           |
| 3 | Козловка         | село                         |           |
| 4 | Кугальна         | деревня                      |           |
| 5 | Немчиновка       | деревня                      |           |
| 6 | Новые Тинчали    | посёлок                      |           |
| 7 | Русские Кищаки   | село                         |           |